# San Miguel del Pino
San Miguel del Pino est une commune de la province de Valladolid dans la communauté autonome de Castille-et-León en Espagne.

## Les Hospitaliers
En 1156, le roi Alphonse VII de León et Castille fait don de la villa de San Miguel del Pino aux Hospitaliers de l'ordre de Saint-Jean de Jérusalem. Ils y établissent une commanderie qui faisait partie du grand prieuré de Castille et León.

## Sites et patrimoine
Les édifices les plus caractéristiques de la commune sont :
- Église Saint-Michel (es) (Iglesia de San Miguel) en hommage à l'archange Saint-Michel ;
- Chapelle del Cristo.

Église Saint-Michel
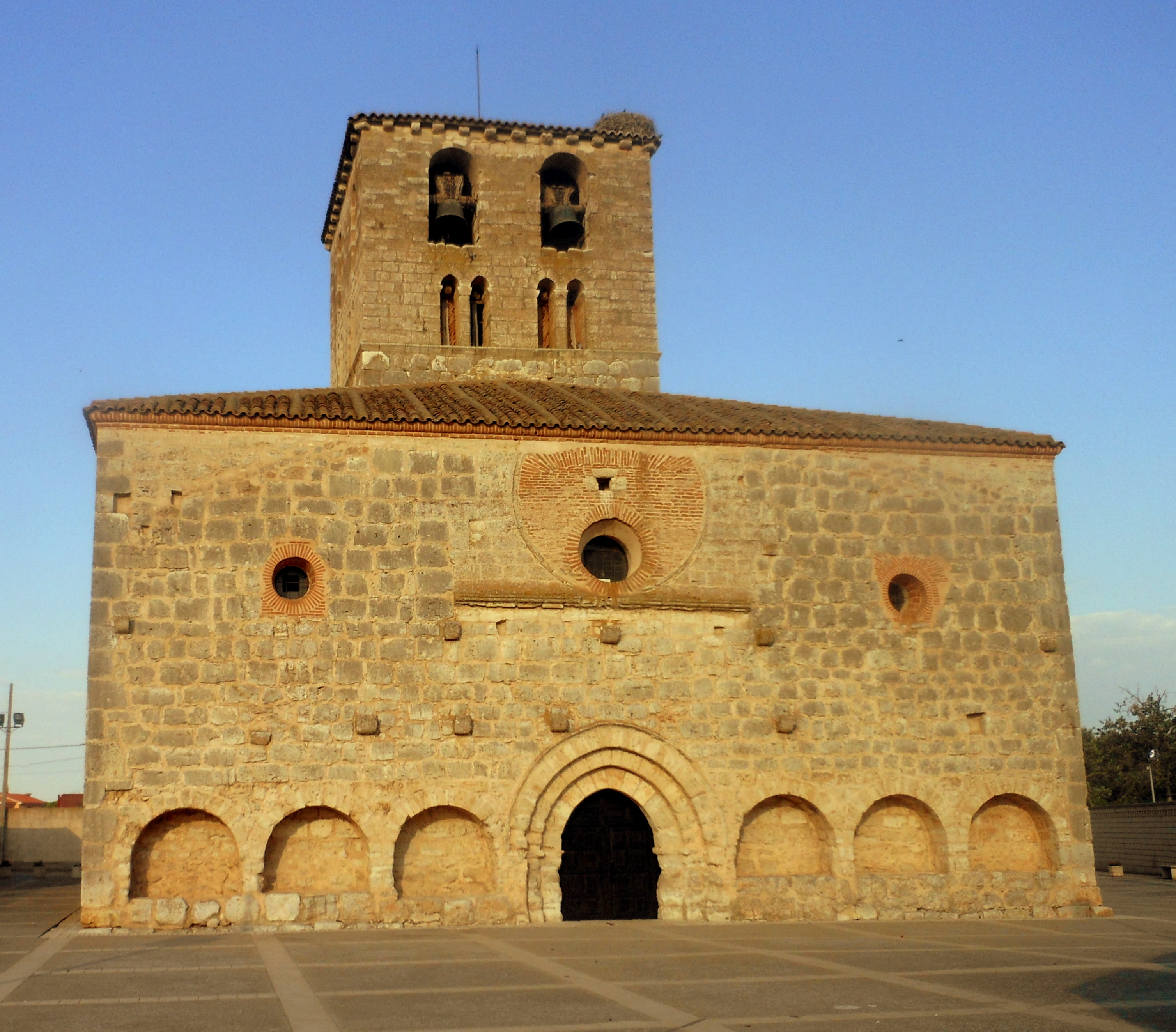
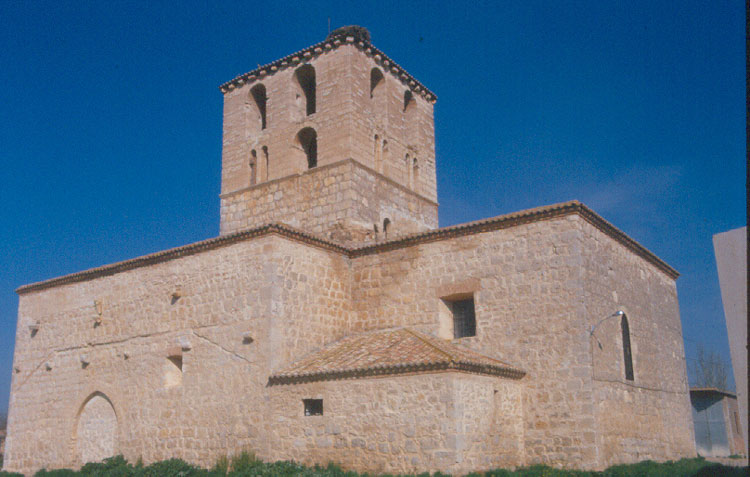
Fondation Joaquín Díaz..